# Собанин, Валерий Егорович
Валерий Егорович Собанин (12 декабря 1952, Щигровский сельсовет, Курганская область — 9 июля 1974, Курган) — сотрудник линейного отдела милиции на станции Курган, специальное звание старший сержант милиции. Погиб при исполнении служебного долга.

## Биография
Валерий Егорович Собанин родился 12 декабря 1952 года в деревне Пермяковка Щигровского сельсовета Мокроусовского района Курганской области. Решением Курганского облисполкома № 525 от 30 декабря 1987 года деревня Пермяковка исключена как сселившаяся. Ныне территория деревни входит в Мокроусовский муниципальный округ той же области
С 1967 года член ВЛКСМ.
В 1970 году окончил Мокроусовскую среднюю школу. После средней школы работал скотником на ферме.
С 1971 года по 1973 год служил в Вооружённых силах СССР в должности командира танка, затем заместителя командира взвода. Стал отличником Советской Армии.
После демобилизации стал трактористом.
В декабре 1973 года был принят на службу в линейный отдел внутренних дел (ЛОВД) на станции Курган в должности милиционера второго разряда. Жил в общежитии, учился на курсах шоферов, много читал, собирался поступать в школу милиции.

### Гибель
9 июля 1974 года в 8 часов утра на службу по охране общественного порядка на станции Курган вместе с другими заступил старший сержант милиции Валерий Собанин. Около 12 часов дня в мужском туалете железнодорожного вокзала станции Курган двое решили ограбить гражданина. Один из бандитов стоял на лестнице у входа, а второй, приставив к груди мужчины нож, потребовал: «Выкладывай деньги!».
В этот момент на месте преступления оказался инспектор ОБХСС младший лейтенант милиции Николай Гетман. Одного грабителя ему удалось задержать, а второй вырвался и бросился через привокзальную площадь. Старший сержант милиции Валерий Собанин, находившийся в здании вокзала, начал преследовать убегающего преступника. Преследуя его, он несколько раз потребовал остановиться, но тот продолжал бежать. Милиционер догнал его, и сумел свалить на землю, поставив подножку. Упавший бандит ударил Собанина ножом в грудь. Истекавший кровью милиционер, подмяв преступника под себя, сумел на некоторое время задержать его до прихода помощи.
Похоронен на Новом Рябковском кладбище города Кургана Курганской области. В годовщину памяти у его могилы установлен памятник-бюст, выполненный скульптором С. А. Голощаповым и архитектором Б. А. Воропаем.

## Награды
- Указом Президиума Верховного совета СССР старший сержант милиции Валерий Егорович Собанин за мужество и самоотверженные действия, проявленные при исполнении служебного долга, награждён посмертно орденом Красной Звезды.
- Постановлением бюро Курганского областного комитета ВЛКСМ от 10 июля 1974 года занесён в книгу Почёта Курганской областной комсомольской организации.
- Приказом МВД России № 224 от 29 марта 2005 года навечно зачислен в списки личного состава линейного ОВД на ст. Курган Южно-Уральского УВДТ[8].
- Отличник Советской армии

## Память
- Решением исполнительного комитета Курганского городского Совета депутатов трудящихся от 10 июля 1974 года в знак увековечения памяти старшего сержанта линейного отдела милиции станции Курган Валерия Собанина, погибшего при задержании вооружённого преступника присвоено имя Валерия Собанина площади, прилегающей к автобусному вокзалу.
- В городе Кургане на здании Дворца культуры железнодорожников им. Карла Маркса (пл. Слосмана, 5) установлена мемориальная доска — 55°26′26″ с. ш. 65°19′07″ в. д.HGЯO[9][10].

## Семья
- Отец — Егор Иванович Собанин, кавалер ордена Трудового Красного Знамени и медали «За освоение целинных земель».
- Мать — Любовь Михайловна Собанина, награждена орденом Материнская слава. В семье семь детей[11]. Валерий — младший.